# 福星闖江湖
《福星闖江湖》是1989年上映的香港喜剧动作片，為“福星”系列電影的第五部；由馮淬帆執導，馮粹帆、吳耀漢、曾志偉、苗僑偉、盧海鵬、王青主演。

## 劇情
四位福星犀牛皮（馮粹帆飾）、大生地（吳耀漢飾）、羅漢果（曾志偉飾）、花塔餅（苗僑偉飾）開了一家偵探社。警方正在調查黑社會頭目巫義氣（王青飾），原來巫原是大哥大（盧海鵬飾）的手下，為了覬覦大哥大在瑞士的巨款，陷害大哥大奪位。於是曹警司（曹達華飾）千方百計著四位福星，混入巫義氣的集團搜集證據。

## 演員
- 吳耀漢：大生地
- 曾志偉：羅漢果  (粵語配音: 馮永和)
- 馮粹帆：犀牛皮
- 苗僑偉：花塔餅  (粵語配音: 朱子聰)
- 劉嘉玲：Banana，曹警司女兒  (粵語配音: 盧素娟)
- 唐麗球：Mina，戴哥大女兒  (粵語配音: 沈小蘭)
- 盧海鵬：戴哥大
- 王　青：巫義氣  (粵語配音: 盧雄)
- 曹達華：曹警司  (粵語配音: 金貴)
- 陳百祥：陳幫辦  (粵語配音: 朱子聰)
- 鄭則士：鄭幫辦  (粵語配音: 盧雄)
- 王　晶：黃幫辦  (粵語配音: 陳永信)
- 曾　江：堅叔  (粵語配音: 張炳強)
- 許紹雄：殺手雄 (粵語配音: 賈鳳悟)
- 陳奕詩：健身院長夫人 (粵語配音: 龍寶鈿)
- 馮敬文：金牌軍師民叔 (粵語配音: 盧雄)
- 李家鼎：刑堂堂主頂哥 (粵語配音: 張炳強)
- 黃思恩：大B
- 余國樂：健身院院長 (粵語配音: 丁羽)

## 外部連結
- 香港影庫上《福星闖江湖》的資料（繁體中文）
- 豆瓣电影上《福星闖江湖》的資料 （简体中文）
- 时光网上《福星闖江湖》的資料（简体中文）
- 爛番茄上《福星闖江湖》的資料（英文）
- 互联网电影数据库（IMDb）上《福星闖江湖》的资料（英文）